# Darling Companion
Darling Companion (bra: Querido Companheiro; prt: Fiel Companheiro) é um filme de drama estadunidense estrelado por Diane Keaton e Kevin Kline. As filmagens ocorreram em Utah em 2010 e foi lançado em 20 de abril de 2012.

## Sinopse
A história de uma mulher que ama seu cão mais do que o marido. E, em seguida, o marido perde o cão.

## Elenco
- Mark Duplass como Bryan Alexander
- Richard Jenkins como Russell
- Diane Keaton como Beth Winter
- Kevin Kline como Dr. Joseph Winter
- Elisabeth Moss como Grace Winter
- Sam Shepard como Sheriff Morris
- Dianne Wiest como Penny Alexander
- Ayelet Zurer como Carmen

## Recepção
Darling Companion recebeu em sua maioria críticas negativas por parte dos críticos e foi um fracasso de bilheteria. Rotten Tomatoes lhe dá uma pontuação de 21%, com base em 78 comentários.